# Обонятельная луковица
Обонятельная луковица — часть обонятельного мозга, парное образование, состоящее из тел вторых нейронов биполярного типа обонятельного анализатора. Ей заканчиваются волокна обонятельного нерва, образуя синаптические контакты (клубочки). Располагается во внутричерепной полости между лобной долей сверху и решётчатой пластинкой решётчатой кости снизу, через отверстие которой в неё поступают нервные волокна обонятельной области носа, а сзади продолжается в обонятельный тракт. Зона первичной проекции обонятельной луковицы связана с эфферентными путями с центрами переднего и промежуточного мозга.

## Структура
У большинства позвоночных обонятельная луковица является самой передней частью мозга.